# Seznam rekordů mistrovství světa ve fotbale

## Reprezentace
- Nejvíc mistrovských titulů: Brazílie 5 (MS 1958, MS 1962, MS 1970, MS 1994, MS 2002)
- Nejvíc účastí ve finále: Německo 8 (MS 1954, MS 1966, MS 1974, MS 1982, MS 1986, MS 1990, MS 2002, MS 2014)
- Nejvíc medailí: Německo 12 (4 zlaté - 4 stříbrné - 4 bronzové)
- Nejvíc účastí: Brazílie 22 (pokaždé)
- Nejvíc odehraných zápasů: Brazílie 114
- Nejvíc vítězných zápasů: Brazílie 79
- Nejvíc vítězných zápasů v řadě: Brazílie 11 (2002 a 2006)
- Nejvíce zápasů v řadě bez porážky: Brazílie 13 (1958, 1962 a 1966)
- Nejvíc vstřelených gólů celkově: Brazílie 246
- Nejvíc vstřelených gólů na jednom MS: Maďarsko 27 (MS 1954, průměr 5,4 na zápas)
- Nejvíce inkasovaných gólů na jednom MS: Jižní Korea 16 (MS 1954, průměr 8 inkasovaných gólů na zápas)
- Nejméně inkasovaných gólů na jednom MS: Švýcarsko 0 (MS 2006)
- Nejnižší gólový průměr reprezentace: Čína, Trinidad a Tobago a Zaire 0 gólů za 3 zápasy (respektive Nizozemská východní Indie 0 gólů za 1 zápas)
- Nejvyšší gólový průměr reprezentace: Maďarsko 87 gólů ve 32 zápasech (průměr 2,72 na zápas)
- Nejvyšší průměr inkasovaných gólů reprezentace: Nizozemská východní Indie 6 inkasovaných gólů za 1 zápas
- Nejvyšší vítězství: Maďarsko — Jižní Korea 9:0 (1954), Jugoslávie — Zaire 9:0 (1974), Maďarsko — Salvador 10:1 (1982)
- Nejvyšší vítězství ve finálovém zápase: Brazílie — Švédsko 5:2 (1958), Brazílie — Itálie 4:1 (1970), Francie — Brazílie 3:0 (1998)
- Nejvíce gólů v jednom zápase: Rakousko — Švýcarsko 7:5 (1954)
- Nejvíce gólů ve finálovém zápase: Brazílie — Švédsko 5:2 (1958)
- Nejdelší přestávka mezi dvěma tituly: Itálie 44 let
- Nejdelší přestávka mezi dvěma účastmi ve finále: Argentina 48 let
- Nejdelší přestávka mezi dvěma účastmi: Wales 64 let
- Nejdelší čekání na vítězství: Bulharsko 17 zápasů
- Nejvíce zápasů bez výhry: Honduras 9 zápasů
- Nejdelší čekání na účast na MS: Lucembursko 21× vyřazeno v kvalifikaci
- Největší zlepšení mezi dvěma šampionáty: Francie 1994 vyřazena v kvalifikaci, 1998 mistr
- Největší zhoršení mezi dvěma šampionáty: Francie 1998 mistr, 2002 28. místo
- Nejúspěšnější v postupu ze základní skupiny: Irsko 3× ze tří pokusů
- Nejméně úspěšní v postupu ze základní skupiny: Skotsko ani jednou z osmi pokusů
- Nejúspěšnější v penaltových rozstřelech: Chorvatsko a Německo 4× ze čtyř pokusů
- Nejméně úspěšní v penaltových rozstřelech: Anglie a Španělsko jednou ze čtyř pokusů
- Týmy, které se střetly nejčastěji: Brazílie — Švédsko, Německo — Srbsko (resp. Jugoslávie) a Německo — Argentina 7 zápasů

## Hráči
- Nejvíc titulů: Pelé 3 (MS 1958, MS 1962, MS 1970)
- Nejvíc účastí ve finále: Cafu 3 (MS 1994, MS 1998, MS 2002)
- Nejvíc medailí: Miroslav Klose 4 (stříbro 2002, bronz 2006 a 2010, zlato 2014)
- Nejvíc účastí: Antonio Carbajal, Lothar Matthäus, Gianluigi Buffon, Rafael Márquez, Cristiano Ronaldo, Lionel Messi, Andrés Guardado a Guillermo Ochoa 5
- Nejvíc gólů celkově: Miroslav Klose 16
- Nejvíc gólů na jednom MS: Just Fontaine 13
- Nejvíc gólů v jednom zápase: Oleg Salenko 5
- Nejvíc gólů v jednom finálovém zápase: Geoff Hurst a Kylian Mbappé 3
- Nejvíc gólů ve finálových zápasech: Kylian Mbappé 4
- Nejvíc zápasů v řadě se vstřeleným gólem: Just Fontaine a Jairzinho 6
- Nejrychlejší gól: Hakan Şükür 10,89 sekund od úvodního hvizdu
- Nejlepší střelecký průměr: Ernest Wilimowski 4 góly v 1 zápase
- Nejvíc hattricků: Sándor Kocsis, Just Fontaine, Gerd Müller a Gabriel Batistuta 2
- Nejvíce zápasů: Lionel Messi 26

- Nejvíc vítězných zápasů: Lionel Messi 19
- Nejvíc zápasů s kapitánskou páskou: Lionel Messi 18
- Nejčastěji zařazení do ideální jedenáctky turnaje: Djalma Santos, Franz Beckenbauer a Philipp Lahm 3
- Nejvíc odchytaných zápasů s nulou: Peter Shilton a Fabien Barthez 10
- Nejvíc odchytaných minut v řadě bez obdrženého gólu: Walter Zenga 517
- Nejvíc zákroků v jednom zápase: Tim Howard 16
- Nejvíc inkasovaných gólů: Antonio Carbajal a Muhammad Dajía 25
- Nejvíc inkasovaných gólů na jednom turnaji: Hong Dok-jung 16
- Nejméně inkasovaných gólů na jednom turnaji: Pascal Zuberbühler 0
- Nejméně inkasovaných gólů na vítězném turnaji: Fabien Barthez, Gianluigi Buffon a Iker Casillas 2
- Nejvíce chycených penalt (bez penaltových rozstřelů): Jan Tomaszewski, Brad Friedel, Iker Casillas a Wojciech Szczęsny 2
- Nejvíce chycených penalt v jednom penaltovém rozstřelu: Ricardo Pereira, Danijel Subašić a Dominik Livaković 3
- Nejvíce chycených penalt ve více penaltových rozstřelech: Harald Schumacher, Sergio Goycochea, Danijel Subašić a Dominik Livaković 4
- Nejstarší hráč: Ísam Haddarí 45 let a 161 dní [1]
- Nejstarší hráč, který vstřelil gól: Roger Milla 42 let a 39 dní
- Nejstarší hráč, který vstřelil gól ve vyřazovací fázi: Pepe 39 let a 283 dní
- Nejstarší hráč, který vstřelil gól ve finálovém zápase: Nils Liedholm 35 let a 264 dní
- Nejstarší hráč, který vstřelil hattrick: Cristiano Ronaldo 33 let a 130 dní
- Nejstarší hráč, který vyhrál MS: Dino Zoff 40 let a 134 dní
- Nejmladší hráč: Norman Whiteside 17 let a 71 dní
- Nejmladší hráč, který vstřelil gól: Pelé 17 let a 239 dní
- Nejmladší hráč, který vstřelil gól ve vyřazovací fázi: Pelé 17 let a 239 dní
- Nejmladší hráč, který vstřelil gól ve finálovém zápase: Pelé 17 let a 249 dní
- Nejmladší hráč, který vstřelil hattrick: Pelé 17 let a 244 dní
- Nejmladší hráč, který vyhrál MS: Pelé 17 let a 249 dní

## Trenéři
- Nejvíc zápasů: Helmut Schön 25
- Nejvíc vítězných zápasů: Helmut Schön 16
- Nejvíc titulů: Vittorio Pozzo 2
- Nejvíc medailí: Helmut Schön 3
- Nejvíc účastí: Carlos Alberto Parreira: 6
- Nejvíc trénovaných národních týmů: Bora Milutinović a Carlos Alberto Parreira: 5
- Mistr světa jako hráč i trenér: Mário Zagallo, Franz Beckenbauer a Didier Deschamps
- Nejmladší trenér: Juan José Tramutola 27 let a 267 dní
- Nejmladší trenér vítězného týmu: Alberto Suppici 31 let a 252 dní
- Nejstarší trenér: Otto Rehhagel 71 let a 317 dní
- Nejstarší trenér vítězného týmu: Vicente del Bosque 59 let a 200 dní

## Rozhodčí
- Nejvíce turnajů: John Langenus, Ivan Eklind, Sandy Griffiths, Arthur Edward Ellis, Juan Gardeazábal, Erik Fredriksson, Džamal Šaríf, Joël Quiniou, Alí Budžsaím, Óscar Ruiz, Carlos Eugênio Simon, Marco Antonio Rodríguez, Joel Aguilar, Ravšan Irmatov, Alírezá Faghání a Bakary Gassama 3
- Nejvíc odpískaných zápasů: Ravšan Irmatov 11
- Nejmladší rozhodčí: Juan Gardeazábal 24 let a 193 dní
- Nejstarší rozhodčí: George Reader 53 let a 236 dní

## Disciplína
- Nejrychlejší žlutá karta: Jesús Gallardo 11 sekund (2018)
- Nejrychlejší červená karta: José Batista 56 sekund (1986)
- Nejpozdější žlutá karta: Emiliano Martínez během penaltového rozstřelu mezi Argentinou a Francií (2022)
- Nejpozdější červená karta: Leandro Cufré a Denzel Dumfries po penaltových rozstřelech (MS 2006 a MS 2022)
- Nejvíce žlutých karet: Javier Mascherano 7
- Nejvíce červených karet: Rigobert Song a Zinedine Zidane 2

## Šampionáty
- Nejvyšší návštěvnost: MS 1994 68 991 diváků na zápas
- Nejnižší návštěvnost: MS 1934 23 235 diváků na zápas
- Nejvyšší návštěva na jednom zápase: MS 1950 199 854 diváků na zápas Brazílie—Uruguay
- Nejnižší návštěva na jednom zápase: MS 1930 300 diváků na zápas Rumunsko—Peru
- Nejlepší gólový průměr: MS 1954 5,38 gólu na zápas
- Nejhorší gólový průměr: MS 1990 2,21 gólu na zápas